# Cacaxtla

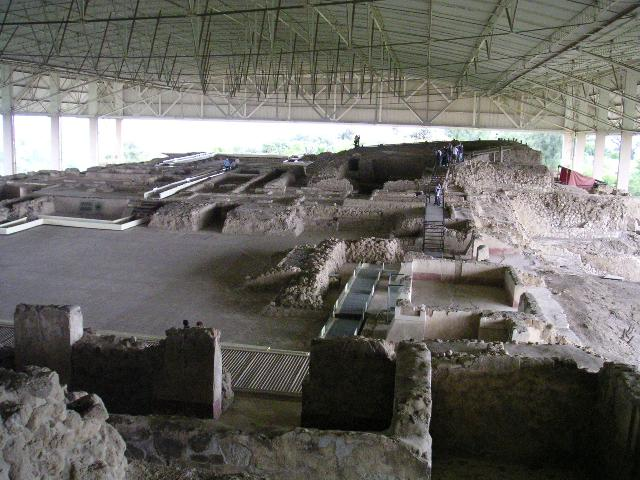
Szczyt Gran Basamento

Cacaxtla – stanowisko archeologiczne położone w meksykańskim stanie Tlaxcala, ok. 70 km na wschód od miasta Meksyk. Ośrodek został wzniesiony przez Olmeków Xicalanca około 250 roku p.n.e. i pełnił funkcję zarówno obronną jak i religijną. Słynie z dobrze zachowanych, ozdobnych malowideł.

## Historia
Cacaxtla została założona przez Olmeków Xicalanca, którzy prawdopodobnie pochodzili z rejonu zatoki Meksykańskiej i byli majańskimi osadnikami. Stworzony przez nich ośrodek początkowo funkcjonował jak małe miasto-państwo. W jego centrum znajdowała wysoka na 24 m i długa na 183 m naturalna platforma zwana Gran Basamento, na której wzniesiono najważniejsze budowle. Natomiast poniżej znajdowało się kilka mniejszych piramid i świątyń.
Po upadku sąsiedniej Choluli ok. 650-750 r. n.e. ośrodek zyskał na znaczeniu i stał się stolicą regionu Puebli i Tlaxcali. Do około 850 roku pełnił ważną funkcję religijną i obronną. Był również znaczącym ośrodkiem handlowym. Po 900 roku zaczął się upadek miasta, które do 1000 roku zostało opuszczone. 
W 1974 roku odkryli je ponownie rabusie, co zwróciło uwagę archeologów. Jeszcze w tym samym roku rozpoczęły się trwające sześć lat wykopaliska prowadzone przez Eduardo Merlo Juáreza, Dianę Lopez-Sotomayor i Daniela Molina-Feala. 

## Freski

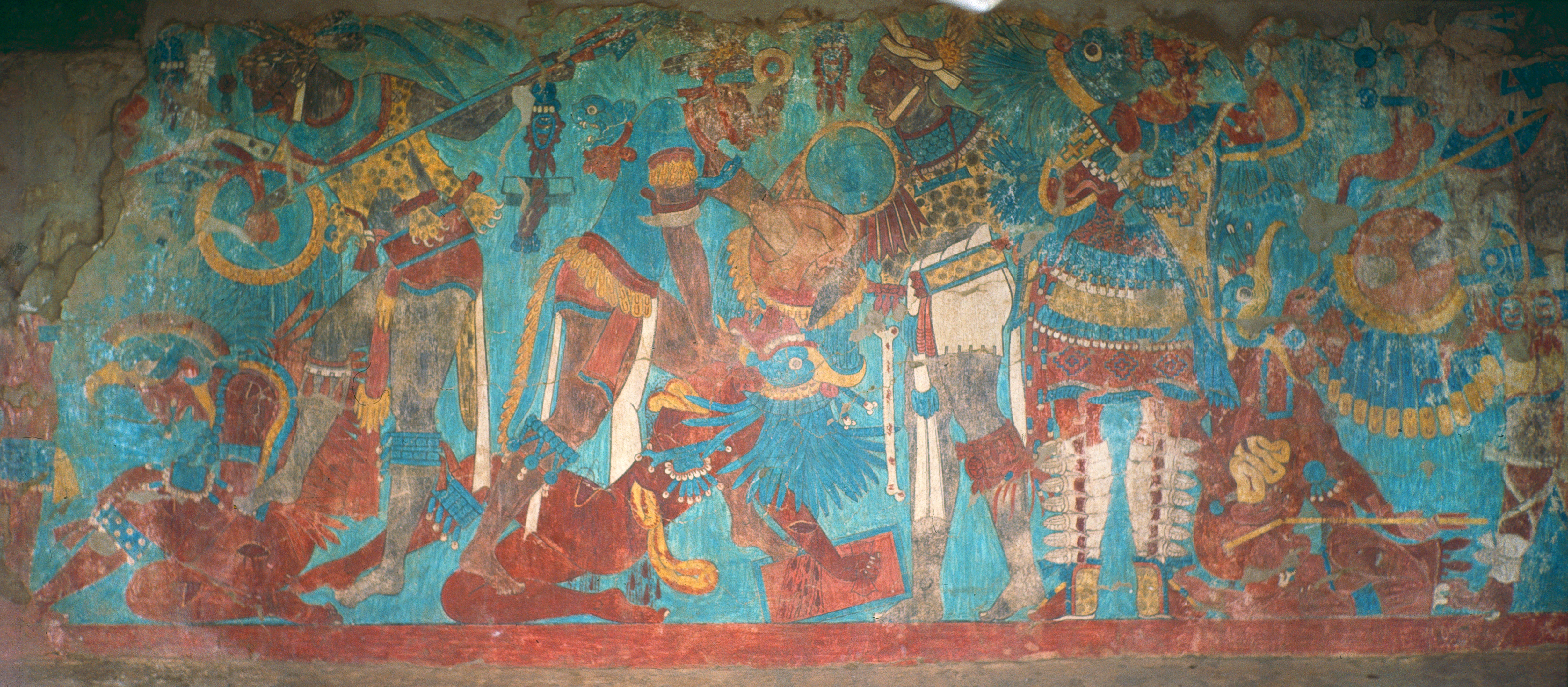
Fragment fresku Mural de la Batalla

W 1975 roku w tzw. budynku B odkryto bardzo dobrze zachowane freski przedstawiające ludzi i majańskie bóstwa. Najbardziej imponujący z nich, blisko 20 m długości fresk zwany Mural de la Batalla prezentuje scenę bitewną pomiędzy wojownikami Jaguara a wojownikami Orła. Ponieważ część wojowników jest w dużej mierze naga i nieuzbrojona, przypuszcza się, że scena może przedstawiać ceremonię składania ofiar po bitwie. Malowidło powstało prawdopodobnie przed 700 rokiem. Wykonano je na dwóch pochyłych wapiennych ścianach świątyni przedzielonych schodami.   
Freski ozdabiają również obie strony wejścia do tzw. budynku A i przedstawiają dwie postacie w strojach orła i jaguara. Człowiek w stroju ptaka stoi na Pierzastym wężu – bóstwie rolnictwa i sztuki, natomiast człowiek w stroju jaguara na wydłużonym ciele jaguara, co jest symbolem deszczu. Obie postacie to przypuszczalnie władcy-kapłani, żyjący w Cacaxtla między 600 a 900 rokiem.
Styl w jakim wykonano freski wskazuje na silne związki z ośrodkami w Teotihuacán i Bonampak. Nie jest jednak pewne kto i kiedy je wykonał. Początkowo badacze sugerowali, że stworzyła je grupa majańskich artystów spoza Cacaxtla. Jednakże odkrycie w latach 80. kolejnych malowideł podważyło tę teorię, ponieważ były wykonane w nieco innym stylu.
Historyk sztuki Claudia Brittenham, która dokładnie zbadała freski, doszła do wniosku, że musiało nad nimi pracować kilka osób. Ponadto badania stratygraficzne dowiodły, że powstały one w różnym czasie, między 650 a 950 rokiem n.e. Brittenham uznała więc za nieprawdopodobne, by twórcy co roku przybywali do Cacaxtla, by tworzyć nowe malowidła. Zasugerowała więc, że mieszkańcy miasta najpierw przejęli, a następnie na przestrzeni lat wypracowali własny styl, który przekazywali kolejnym artystom.